# Gladys Spellman
Gladys Blossom Spellman, nata Noon (New York, 1º marzo 1918 – Rockville, 19 giugno 1988), è stata una politica statunitense, membro della Camera dei Rappresentanti per lo stato del Maryland dal 1975 al 1981.

## Biografia
Nata a New York, la Spellman studiò a Washington e dopo la laurea alla George Washington University divenne insegnante e si trasferì nella Contea di Prince George's in Maryland.
Il mestiere di insegnante le consentì di impegnarsi nell'attivismo civico e ciò la portò gradualmente ad entrare nella politica locale. Il Presidente Johnson la assegnò alla Commissione di consiglio sulle relazioni intergovernative e nei primi anni settanta la Spellman ricoprì l'incarico di consigliera di contea.
Nel 1974 si candidò alla Camera dei Rappresentanti come esponente del Partito Democratico e venne eletta. Fu poi riconfermata nelle due successive tornate elettorali nel 1976 e nel 1978. Nel 1980 la Spellman si ricandidò per un quarto mandato, ma il 1º novembre di quell'anno ebbe un attacco di cuore durante un incontro pubblico e finì in coma. Pochi giorni dopo si svolsero le elezioni e la Spellman venne riconfermata, ma i familiari dichiararono che non si sarebbe più ripresa e quindi la donna venne deposta dalla carica di deputata.
Gladys Spellman morì dopo circa otto anni, senza essere mai uscita dal coma.